# Grądy Bytyńskie

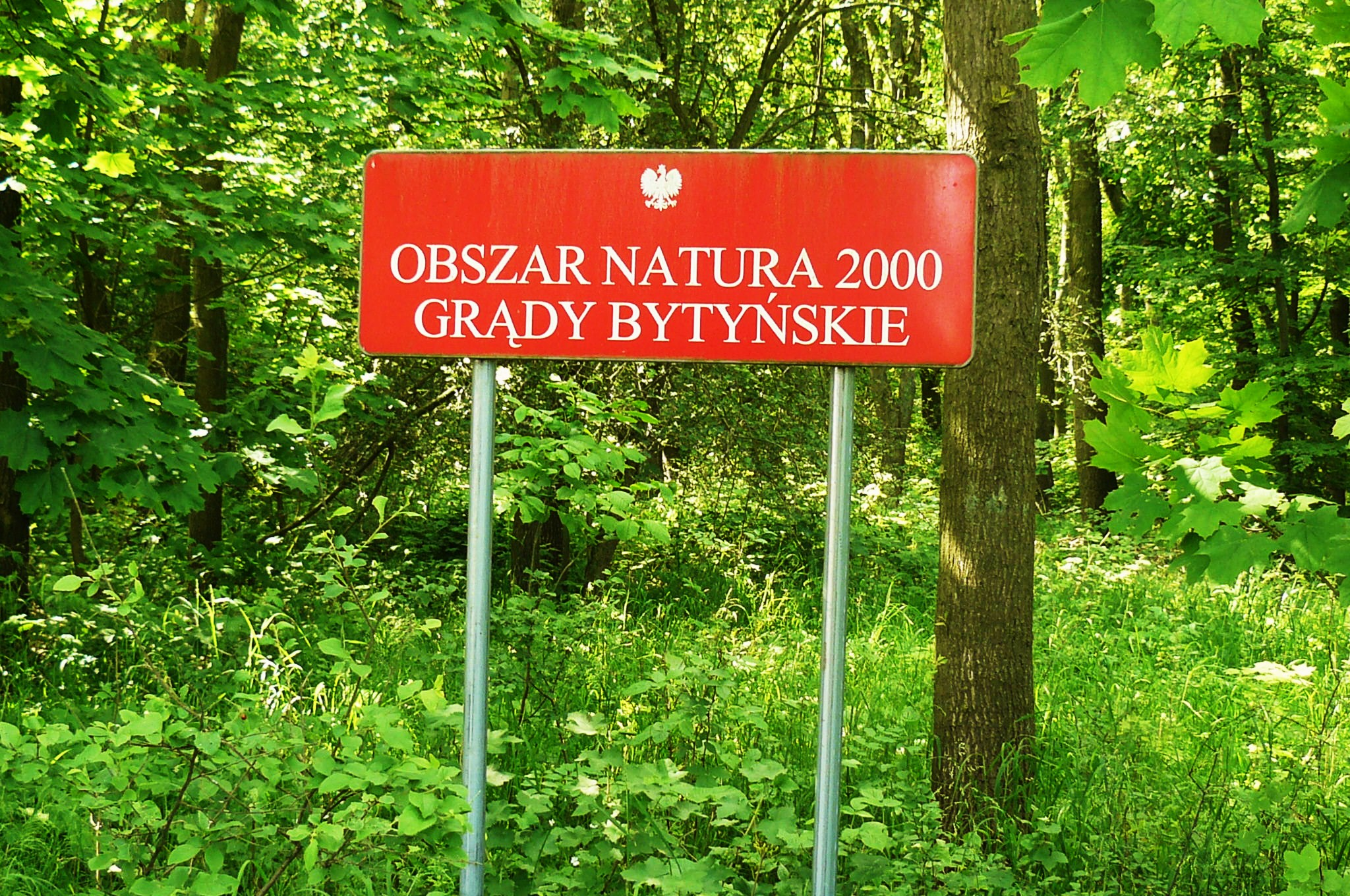
Tablica informacyjna koło Bytynia

Grądy Bytyńskie (kod obszaru PLH300051) – obszar chroniony w ramach Europejskiej Sieci Ekologicznej Natura 2000 o powierzchni 1300,65 ha, położony w województwie wielkopolskim, w powiecie szamotulskim. W części pokrywa się z obszarem Lasu Bytyńskiego.

## Położenie
Grądy Bytyńskie położone są na terytorium 2 jednostek administracyjnych. Zajmują one teren centralnej i wschodniej części gminy Duszniki oraz południowej części gminy Kaźmierz.

## Charakterystyka obszaru

### Klasa siedliska przyrodniczego
Obszar obejmuje dwa osobne kompleksy drzewostanów liściastych. Teren równiny o niewielkim zróżnicowaniu wysokościowym. Pomiędzy kompleksami (poza wyznaczonym obszarem) znajduje się dolinka jednego z dopływów tworzących Mogilinicę.
| Typ                                      | %      |
| ---------------------------------------- | ------ |
| Lasy liściaste zrzucające liście na zimę | 73,59% |
| Lasy mieszane                            | 22,34% |
| Ekstensywne uprawy zbóż                  | 3,99%  |
| Łąki wilgotne, łąki świeże               | 0,09%  |

### Siedliska
Typy siedlisk przyrodniczych występujących na terenie obszaru przedstawia poniższa tabela.
| Typ           | Pokrycie (ha) |
| ------------- | ------------- |
| Łąki          | 6,5           |
| Lasy grądowe  | 975,53        |
| Lasy łęgowe   | 26,01         |
| Lasy mieszane | 26,01         |

## Flora i fauna
Położone obok siebie dwa kompleksy leśne należą do najlepiej zachowanych w Wielkopolsce grądów. Cechują się zarówno bogactwem gatunków drzewiastych (m.in. liczne stanowiska jarząbu brekini), jak i różnorodnością gatunków runa. Najbardziej interesującym gatunkiem jest obuwik, którego stanowisko jest jednym z nielicznych poza południową i południowo-wschodnią Polską. Oprócz niego w runie bardzo pospolicie występują inne gatunki chronione (lilia złotogłów, kruszczyk szerokolistny, listera jajowata, wawrzynek wilczełyko).
Ważne gatunki zwierząt występujące na tym obszarze to: bóbr europejski, traszka grzebieniasta oraz zalotka większa. Niewielkie zabagnienia obecne na całym obszarze stanowią istotną ostoję dla wielu gatunków płazów.